# Canet (Hérault)
Canet ist eine südfranzösische Gemeinde mit 3.600 Einwohnern (Stand: 1. Januar 2022) im Département Hérault in der Region Okzitanien. Sie gehört zum Arrondissement Lodève und zum Kanton Clermont-l’Hérault. Die Einwohner werden Canétois genannt.

## Geographie
Der Fluss Hérault begrenzt die Gemeinde im Osten. Umgeben wird Canet von den Nachbargemeinden Saint-André-de-Sangonis im Norden, Pouzols im Nordosten, Le Pouget im Osten, Tressan im Süden, Aspiran im Südwesten, Nébian und Clermont-l’Hérault im Westen und Brignac im Nordwesten.

## Geschichte
Canet geht vielleicht auf eine villa an einer Furt des Hérault zurück und wird 804 im Kartular von Gellone erstmals urkundlich erwähnt. Später gehörte es zum Besitz der Guilhem de Clermont, die im 12. oder 13. Jahrhundert eine Befestigungsanlage errichten bzw. wiederherstellen ließen. Charakteristisch für eine Befestigung in der Ebene ist die rechteckige Form der Stadtmauern. Die nordöstliche Ecke nahm ein rechteckiger Donjon ein. 1700 kaufte Paul de Girard, ein reicher Bürger aus Montpellier und Berater an der Cour des Aides die Herrschaft von Canet. Unter ihm oder seinen Nachkommen wurde das Schloss von Canet ausgebaut.

## Bevölkerungsentwicklung
| Jahr      | 1962 | 1968 | 1975 | 1982 | 1990 | 1999 | 2006 | 2019 |
| Einwohner | 960  | 1022 | 1061 | 1206 | 1402 | 1598 | 2868 | 3506 |

## Sehenswürdigkeiten
- Kirche Saint-Martin aus dem 13. Jahrhundert, 1761 entwidmet
- Kirche Notre-Dame-de-l’Assomption, frühere Dominikanerkirche, Chor aus dem Jahre 1636, Glockenturm von 1838
- Schloss Canet, erbaut als Befestigungsanlage im 14. Jahrhundert

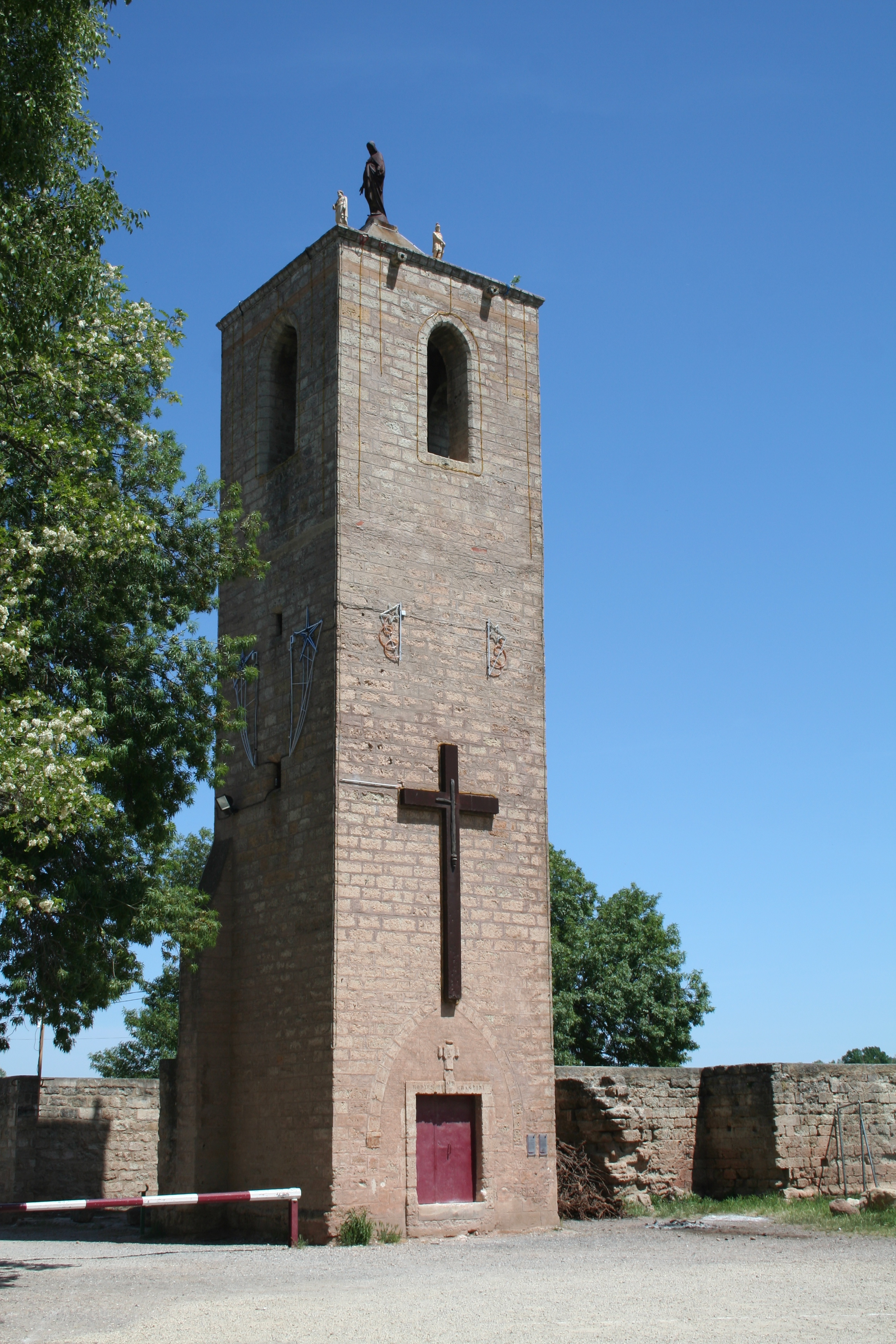
Glockenturm der Kirche Saint-Martin

## Gemeindepartnerschaft
Mit der spanischen Gemeinde Canet de Berenguer in der Provinz Valencia besteht eine Partnerschaft.